# فولمینات نقره
فولمینات نقره (به انگلیسی: Silver fulminate) با فرمول شیمیایی AgCNO یک ترکیب شیمیایی با شناسه پاب‌کم ۶۲۵۸۵ است. که جرم مولی آن ۱۴۹٫۸۸۵ g/mol می‌باشد. 